# FC Hermannstadt
FC Hermannstadt – rumuński klub piłkarski z siedzibą w Sybinie. Aktualnie gra w Lidze I. W nazwie klubu zastosowano niemiecką nazwę miasta Sybin (Hermannstadt), która wywołuje kontrowersje i jest nieakceptowana w Rumunii oraz przez samych kibiców klubu.

## Historia

### Założenie klubu i awans po awansie (2015-obecnie)
FC Hermannstadt został założony w 2015 roku, aby kontynuować długą tradycję piłki nożnej w Sybinie, rozpoczętą w 1913 roku przez Șoimii Sibiu i kontynuowany przez inne zespoły, takie jak Societatea Gimnastică Sibiu, Inter Sibiu, FC Sibiu czy Voința Sibiu. Nawet jeśli Hermannstadt nie jest oficjalnie następcą żadnego z tych klubów, jest on jedynym przedstawicielem Sybinu w pierwszych trzech ligach.
Od razu po założeniu w 2015 roku, FC Hermannstadt rozpoczął rozgrywki od Ligi IV. Sezon 2015/2016 Ukończyli na pierwszym miejscu w tabeli, a następnie zakwalifikowali się do barażu o awans do Ligi III. Klub wygrał baraż bez większych trudności, 6-1 w meczu z mistrzem okręgu Gorj, Gilortul Târgu Cărbunești. Sybińczycy byli także zwycięzcami grupy V Ligi III w następnym sezonie i awansowali do Ligi II, drugiego poziomu rumuńskiej ligi piłkarskiej.
Hermannstadt zagrał pierwszy mecz Ligi II  5 sierpnia 2017 r., Wygrywając 3-0 nad CS Balotești. Puchar Rumunii był jednym z najlepszych sukcesów od 36 lat, kiedy doszli do finału. Hermannstadt wyrzucił z turnieju cztery zespoły: Voluntari, Juventus Bukareszt, Steauę Bukareszt i Gaz Metan Mediaș. Ostatecznie Sybińczycy przegrali 0-2 z Universitatea Craiova, 27 maja 2018 roku.

## Stadion
Klub rozgrywa mecze domowe na Stadionie Miejskim w Sybinie o pojemności 14 200 miejsc. Pod koniec sezonu, po którym Hermannstadt zapewnił awans do ligi Liga I, Stadionul Municipal przystąpił do modernizacji, który obejmował wyburzenie i budowę trybun, całkowitą przebudowę boiska i montaż sztucznego oświetlenia.

## Kibice
Klub ze względu na niemiecką nazwę nie jest popularny. Zespół posiada również grupę ultrasów, nazwaną Dacii, która nie identyfikuje się z nazwą klubu i składa się z ok. 50 osób.

## Sukcesy

### Krajowe

#### Liga II
- II miejsce (2) – 2017/2018, 2021/22

#### Liga III
- Zwycięstwo (1) – 2016/2017

#### Liga IV(Okręg Sybin)
- Zwycięstwo (1) – 2015/2016

#### Puchar Rumunii
- Finalista (2) – 2017/2018, 2024/2025

## Skład
Aktualne na 19 sierpnia 2023

### Podstawowy skład
| Nr | Poz. | Piłkarz                                 |
| -- | ---- | --------------------------------------- |
| 1  | BR   | Alexandru Uțiu                          |
| 2  | PO   | Paolo Medina                            |
| 4  | OB   | Ionuț Stoica (vice-kapitan)             |
| 5  | OB   | Florin Bejan                            |
| 6  | OB   | Marius Antoche                          |
| 7  | PO   | Petrișor Petrescu (kapitan)             |
| 8  | PO   | Baba Alhassan                           |
| 9  | NA   | Adrian Petre                            |
| 10 | NA   | Gabriel Iancu                           |
| 11 | PO   | Dragoș Iancu                            |
| 14 | PO   | Sota Mino                               |
| 16 | PO   | Alessandro Murgia (wypożyczony ze SPAL) |
| 17 | PO   | Mihai Butean                            |
| 20 | NA   | Cristian Bărbuț                         |

| Nr | Poz. | Piłkarz          |
| -- | ---- | ---------------- |
| 21 | NA   | Cosmin Bucuroiu  |
| 25 | BR   | Karlo Letica     |
| 26 | NA   | Cristian Neguț   |
| 27 | OB   | Valerică Găman   |
| 29 | PO   | Ciprian Biceanu  |
| 30 | NA   | Daniel Paraschiv |
| 31 | BR   | Vlad Muțiu       |
| 51 | NA   | Alexandru Oroian |
| 77 | NA   | Bogdan Rotar     |
| 96 | PO   | Silviu Balaure   |
| 97 | PO   | Alexandru Jipa   |
| 98 | OB   | Kevin Ciubotaru  |
| 99 | NA   | Rúben Fonseca    |

### Piłkarze na wypożyczeniu
| Nr | Poz. | Piłkarz                                                             |
| -- | ---- | ------------------------------------------------------------------- |
|    | OB   | Vlăduț Popa (wypożyczony do Metalurgistul Cugir do 30 czerwca 2024) |

| Nr | Poz. | Piłkarz                                                      |
| -- | ---- | ------------------------------------------------------------ |
|    | OB   | Saeed Issah (wypożyczony do Metaloglobus do 30 czerwca 2024) |